# Окука (ТВ филм)
„Окука” је југословенски ТВ филм из 1978 године који је режирао Иван Фогл.

## Улоге
| Глумац               | Улога  |
| -------------------- | ------ |
| Нада Ђуревска        | Марија |
| Миралем Зупчевић     |        |
| Руди Алвађ           |        |
| Јосипа Мауер         |        |
| Васја Станковић      |        |
| Сеад Бејтовић        |        |
| Александар Џуверовић |        |
| Анђелко Шаренац      |        |